# 威爾斯親王冰川
82°44′S 160°10′E / 82.733°S 160.167°E
威爾斯親王冰川（英語：Prince of Wales Glacier）是南極洲的冰川，位於沙克爾頓海岸的伊麗莎白女王嶺，全長18公里，由新西蘭探險隊命名，以英國王儲查理斯命名。